# Tossal del Picot
El Tossal del Picot és una muntanya de 521 metres que es troba al municipi de Maldà, a la comarca catalana de l'Urgell.